# Макс Айронс
Максиміліан Пол «Макс» Діармід Айронс (нар. 17 жовтня 1985) — англо-ірландський кіноактор і модель. Відомий за фільмами: Клуб бунтівників (2014), Червона Шапочка (2011), Біла Королева і Гостя (2013).

## Біографія
Айронс народився у місті Камден, Лондон. Його батьки — ірландська актриса Шинейд К'юсак і англійський актор Джеремі Айронс. Він є онуком акторів Сіріла К'юсака і Морін Кілі. Його брат — фотограф Семюель Айронс.
Він навчався у школі Dragon School в Оксфорді, потім в Bryanston School в Дорсеті (з якого він був вигнаний незабаром після отримання срібла за стрибок у висоту), і закінчив Гілдхоллську школу музики й театру в 2008 році. Айронс страждав від дислексії в шкільні роки і батько відмовляв його від акторської кар'єрі.
У 2006 році Макс був випадково помічений фотографом Маріо Тестіно, завдяки якому з'явився у фотосесії Burberry та в інших рекламних кампаніях.
У 2011 році Айронс зіграв роль Генрі в Червона Шапочка з зірками Амандою Сейфрід і Гері Олдманом. Макс зіграв Джареда Хоу в фільмі 2013 року Гостя, заснований на романі Стефані Майєр з однойменною назвою.
У 2013 році знявся в телесеріалі «Біла королева», який знятий за однойменним історичним романом британської письменниці Філіппи Грегорі. У 2014 році вийшли два фільми за участю актора: «Жінка в золоті» (Woman In Gold) і «Клуб бунтівників» (The Riot Club).

## Особисте життя
Макс Айронс зустрічався з австралійською актрисою Емілі Браунінг, вони розійшлися в 2012 році . Наразі зустрічається із Софі Пера.

## Фільмографія
| Рік  | Українська назва | Назва оригіналу | Роль                | Примітки         |
| ---- | ---------------- | --------------- | ------------------- | ---------------- |
| 2004 | Театр            | Being Julia     | хлопчик біля завіси |                  |
| 2009 | Неоплачена любов | Unrequited Love | Том                 |                  |
| 2009 | Втікачка         | The Runaway     | Томмі               |                  |
| 2009 | Доріан Грей      | Dorian Gray     | Люциус              |                  |
| 2011 | Червона Шапочка  | Red Riding Hood | Генрі               |                  |
| 2013 | Гостя            | The Host        | Джаред Хоу          |                  |
| 2013 | Біла королева    | The White Queen | Едвард IV           | серіал; 10 серій |
| 2013 | Антоніо Вівальді | Vivaldi         | Антоніо Вівальді    |                  |
| 2014 | Клуб бунтівників | The Riot club   |                     |                  |
| 2017 | Кривий будиночок | Crooked House   | Чарльз Гейворд      |                  |
| 2017 | Гіркі жнива      | Bitter Harvest  | Юрій                |                  |
| 2018 | Термінал         | Terminal        | Альфред             |                  |
| 2018 | Кондор           | Condor          | Джо Тернер          |                  |